# آماندو اوست
آماندو اوست (انگلیسی: Amando Aust؛ زادهٔ ۲۳ آوریل ۱۹۹۰) بازیکن فوتبال است.
از باشگاه‌هایی که در آن بازی کرده‌است می‌توان به باشگاه فوتبال هولشتاین کیل اشاره کرد.
وی همچنین در تیم ملی فوتبال گامبیا بازی کرده‌است.